# Grimmia torngakiana
Grimmia torngakiana är en bladmossart som beskrevs av Brassard och Hedderson 1987. Grimmia torngakiana ingår i släktet grimmior, och familjen Grimmiaceae. Inga underarter finns listade i Catalogue of Life.